# 分倍河原駅
分倍河原駅（ぶばいがわらえき）は、東京都府中市片町二丁目にある、京王電鉄京王線・東日本旅客鉄道（JR東日本）南武線の駅である。

## 概要
京王電鉄の京王線と、JR東日本の南武線が乗り入れており、計2社2路線の接続駅である。京王線には「KO25」、南武線には「JN 21」の駅番号がそれぞれ付与されている。
両社が構内を共用する共同使用駅で、出札・改札ともに京王電鉄の管轄下にあり、JR東日本の駅員は配置されていない。京王電鉄は京王中央管区所属で、JR東日本の駅設備は立川営業統括センターが管理している。
2007年6月までは、南武線川崎 - 立川間で唯一みどりの窓口が設置されていない駅だったが、それ以降、南武線の一部の他駅でもみどりの窓口が廃止された。代替として定期券・指定席券売機が設置されている駅が多いが、当駅には設置されていない。特急券・指定席券・特別企画乗車券などの発売はしておらず、当駅発着の遠距離乗車券（片道・往復の補充券、ただし前売りは不可）、券売機で発売できない一部の回数券や当駅発着の定期券を定期券売り場で発売していたが、2019年4月12日をもって閉鎖となり、京王の定期やJR単独の磁気定期券は窓口での発売が終了となった。現在は多機能券売機で京王の定期券を発売する。JRは上記の通り定期券は発売終了、その他の乗車券は従来通り近距離券売機にて発売しており、券売機では対応できない長距離の乗車券は改札窓口にて発売していたが、2022年3月31日で発売を終了した。
当駅は自動改札機の導入が京王の他駅に比べて大幅に遅れたため、イオカードは入・出場も自動券売機での使用もできない時期が長く続いた。自動改札機が導入されるまでは、京王線コンコースと南武線コンコースとの間に連絡改札はなかった。

## 歴史

### 京王電鉄
- 1925年（大正14年）3月24日：玉南電気鉄道の屋敷分（やしきぶん）駅が開業[1]。
- 1926年（大正15年）12月1日：合併により京王電気軌道の駅となる[2]。
- 1929年（昭和4年）
  - 3月12日：南武鉄道との連絡のため移転[1]。
  - 5月1日：分倍河原駅に改称[1]。
- 1944年（昭和19年）5月31日：陸上交通事業調整法による戦時合併により東京急行電鉄（大東急）の駅となる[2]。
- 1948年（昭和23年）6月1日：東急からの分離独立により京王帝都電鉄（現：京王電鉄）の駅となる[2]。
- 2001年（平成13年）3月27日：ダイヤ改定により準特急が新設され、準特急停車駅となる[報道 1][3]。
- 2007年（平成19年）3月18日：ICカード「PASMO」の利用が可能となる[報道 2]。
- 2013年（平成25年）2月22日：ダイヤ改正により特急停車駅となり、全列車停車駅となる[報道 3]。
- 2018年（平成30年）2月22日：ダイヤ改正により下り京王ライナーが新設され、停車駅となる[報道 4]。当駅からは座席指定券なしで乗車可能。
- 2019年（平成31年）
  - 2月22日：ダイヤ改正により上り京王ライナーが新設され、停車駅となる[報道 5]。上りでは座席指定券が必要となる（下りは引き続き座席指定券不要）。
  - 4月12日：定期券うりばの営業を終了。

### JR東日本
- 1928年（昭和3年）12月11日：南武鉄道線（現・南武線）が大丸停留場（現・南多摩駅）から延伸開業、その終着駅として屋敷分駅が開業[4][5]。
- 1929年（昭和4年）
  - 12月11日：南武鉄道線が立川駅まで開通[4]。
  - 12月下旬：分倍河原駅に改称（正確な日付は不明）[5]。
- 1944年（昭和19年）4月1日：南武鉄道線が改正陸運統制令に基づく戦時買収により国有化され、運輸通信省南武線の駅となる[4]。貨物取扱廃止[5]。
- 1958年（昭和33年）4月10日：荷物扱い廃止[5]。
- 1966年（昭和41年）9月30日：稲城長沼 - 谷保間複線化完成[4]。現下りホーム新設（使用開始の日付は不明）。
- 1987年（昭和62年）4月1日：国鉄分割民営化に伴い、東日本旅客鉄道（JR東日本）の駅となる[4][5]。
- 2000年（平成12年）3月28日：京王連絡口に自動改札機を設置し、供用開始[6]。
- 2001年（平成13年）11月18日：ICカード「Suica」の利用が可能となる[報道 6]。
- 2011年（平成23年）
  - 4月9日：復活した南武線快速[7]の停車駅となる。当初は3月12日から開始予定だったが、東日本大震災の影響により延期となった[8]。
  - 6月24日：平日の快速運転を休止[報道 7]。
  - 9月12日：平日の快速運転再開。
- 2024年（令和6年）12月21日：スリットフレームホームドアの使用を開始。[9]

### 駅名の由来

駅前の新田義貞之像富永直樹作

最初の駅名となった「屋敷分」とは、当時の地名（屋敷分村）から名付けられたもの。
改名された分倍河原は「分倍」と「河原」の複合地名で過去の歴史に基づく。1333年（元弘3年）5月に鎌倉幕府を倒すために挙兵した新田義貞と、幕府側の北条泰家が戦った「分梅古戦場」（分倍河原古戦場）という古戦場跡があり、駅前ロータリーには新田義貞の像がある。なお、1454年（享徳4年）にもこの地で鎌倉公方・足利成氏が関東管領・上杉氏を破った合戦が行われている。
なお、地名表記は「分倍」と「分梅」があり、由来は「この地がしばしば多摩川の氾濫や土壌の関係から収穫が少ないために、口分田を倍に給した所であったという説から分倍」、「梅にまつわる土地が多い事から分梅」などと諸説あるが、なぜこの地名になったかは資料がなく未だに不明である。かつては分配（ぶんばい）とも読まれていた。
住所表記上の地名は、駅舎を含む京王線の東側は府中市片町、西側は南武線の北側が美好町、南側が分梅町である。南武線の北側はかつての屋敷分村で、上記の通り旧駅名の由来となった。

## 駅構造
東西方向に延びる立川崖線に沿った崖下にJRホームがあり、その西端を京王ホームが南南西・北北東方向に直交し、その交点の北東側の崖上に駅舎がある。コンコースが狭く、乗り換え対応の自動改札機で仕切られているため、ラッシュ時はかなり混雑する。コンコースの混雑を緩和するために、JR線下りホームと改札（上りホーム）を結ぶ跨線橋と京王線下りホームとを直結する連絡改札がある。
コンコースはJRホームを1階、京王ホームを2階にたとえると1.7階といった高さにある。
両社ともに、エレベーターは設置されているが、エスカレーターは無い。

### 京王電鉄
府中側が地上、中河原側が盛土高架の相対式ホーム2面2線を有する。京王中央管区所属。
コンコースから下りホームには階段を少し上がる。上りホームに行くには地下連絡通路を使う必要がある。
トイレは改札口付近に設置されており、車いす対応トイレも併設している。
エレベーターは、各ホームに設置されているが、下りホームは、（下層から）「地下連絡通路 - 改札階 - 下りホーム」の3フロア間の運転に対して、上りホームは、（下層から）「地下連絡通路 - 上りホーム」の2フロア間の運転である。

#### のりば
| 番線 | 路線   | 方向 | 行先                                             |
| ---- | ------ | ---- | ------------------------------------------------ |
| 1    | 京王線 | 下り | 高幡不動・京王八王子・高尾山口・多摩動物公園方面 |
| 2    | 京王線 | 上り | 調布・明大前・笹塚・新宿・ 都営新宿線方面        |

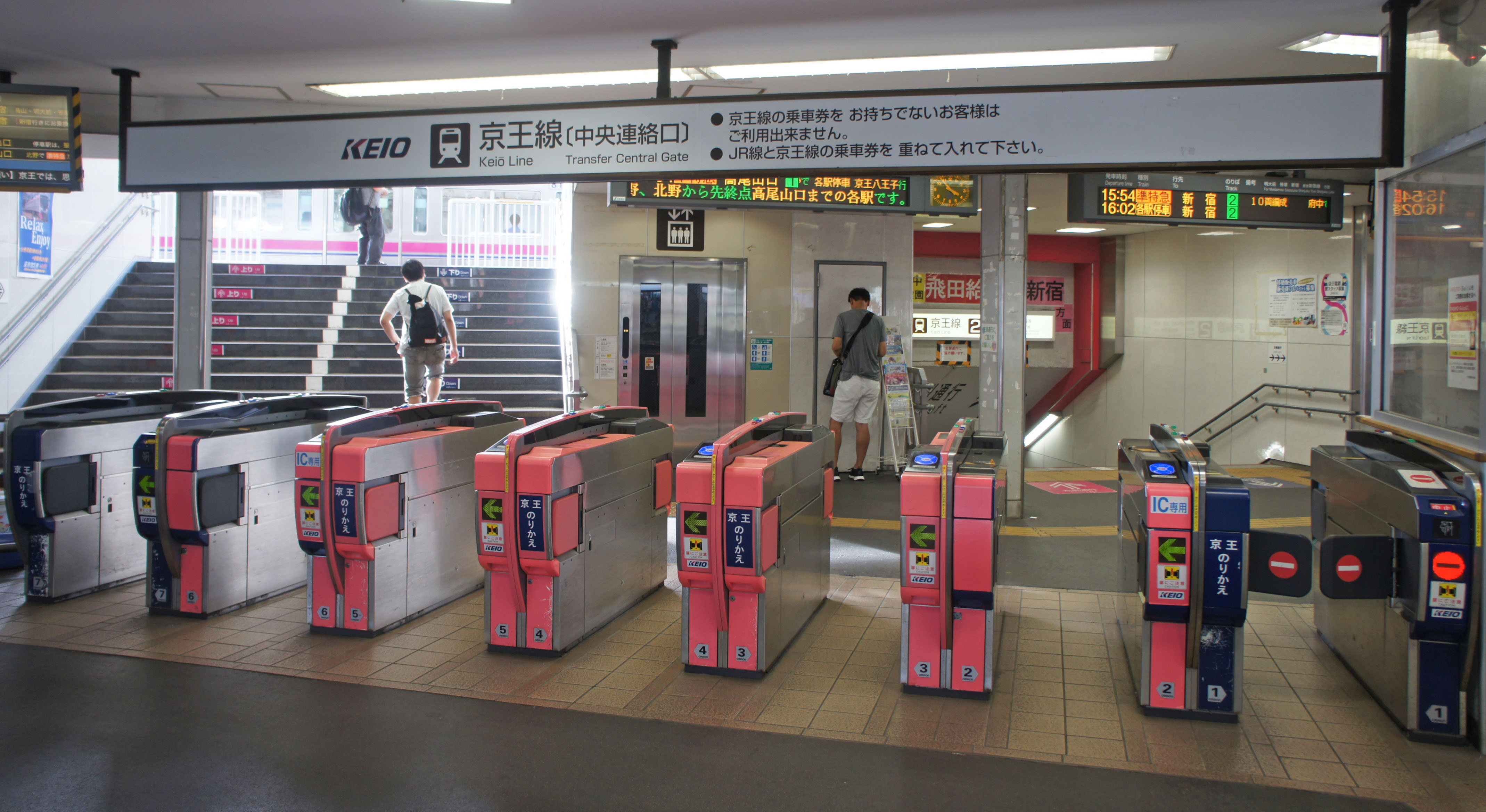
中央連絡口（2019年9月）
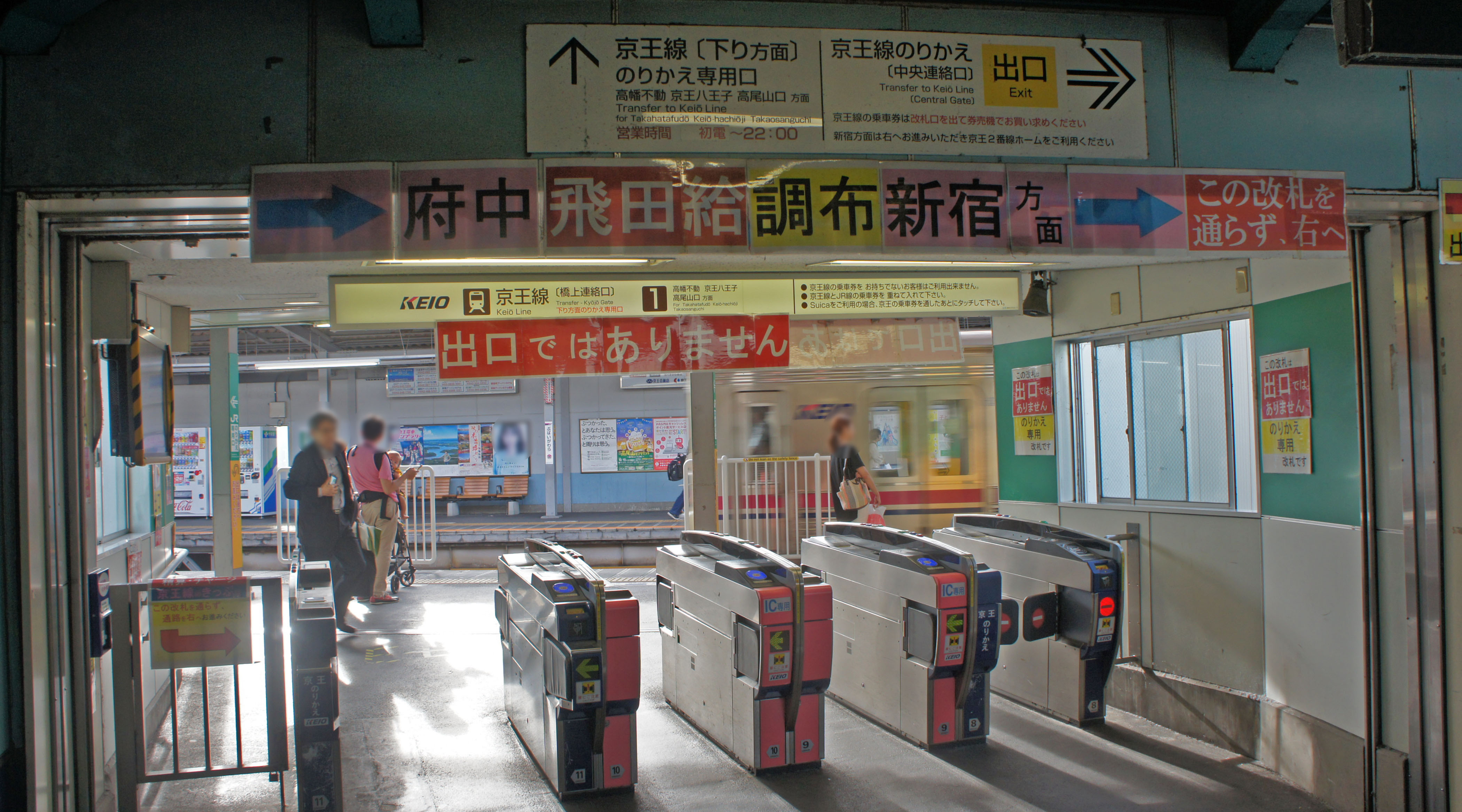
階上連絡口（2019年9月）

### JR東日本
相対式ホーム2面2線を有する地上駅である。
京王電鉄に改札業務を委託しており、JRの社員は配置されていない。立川統括センター（府中本町駅）管理。
コンコースから上りホーム（川崎方面）は直接階段を下る。下りホーム（立川方面）へは京王線下りホーム（京王八王子方面）と同レベルの跨線橋へ少し上がり、線路をまたいでからホームに下りる。
また、主に東芝デジタルソリューションズ分倍河原事業所への通勤客のために朝ラッシュ時に限り下りホームから直接隣接する道路にアクセスする臨時改札が開く。この臨時改札に限り、JR東日本の管理駅である立川統括センターの社員が出向いて改札業務を実施し、簡易Suica改札機が2台設置されている。2024年4月1日よりJR東日本の社員の派遣がなくなり、京王線の駅掛員による開閉業務が行われている。
トイレは、下りホーム跨線橋階段下に設置されている。車いす対応トイレは臨時改札口付近に設置されている。
エレベーターは、各ホームに設置されているが、下りホームは、（下層から）「下りホーム - 跨線橋」の2フロア間の運転に対して、上りホームは、（下層から）「上りホーム - 改札階 - 跨線橋」の3フロア間の運転である。

#### のりば
| 番線 | 路線   | 方向 | 行先                     |
| ---- | ------ | ---- | ------------------------ |
| 1    | 南武線 | 上り | 府中本町・登戸・川崎方面 |
| 2    | 南武線 | 下り | 西国立・立川方面         |

（出典：JR東日本:駅構内図）

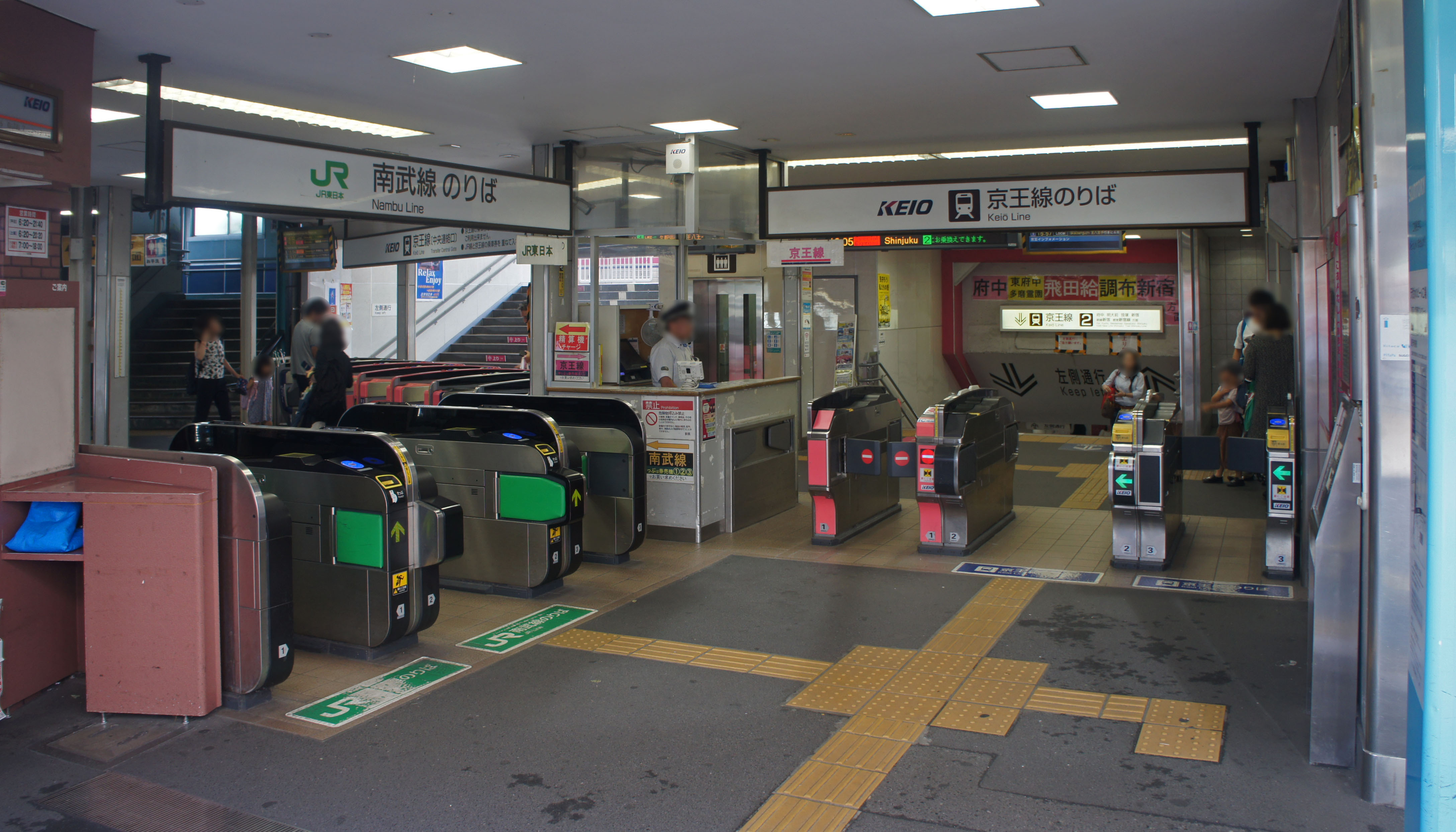
駅入口から見た改札口 JR改札口（左手前）、京王改札口（右奥）、中央連絡口（左奥）がY字型に設けられている。（2019年9月）
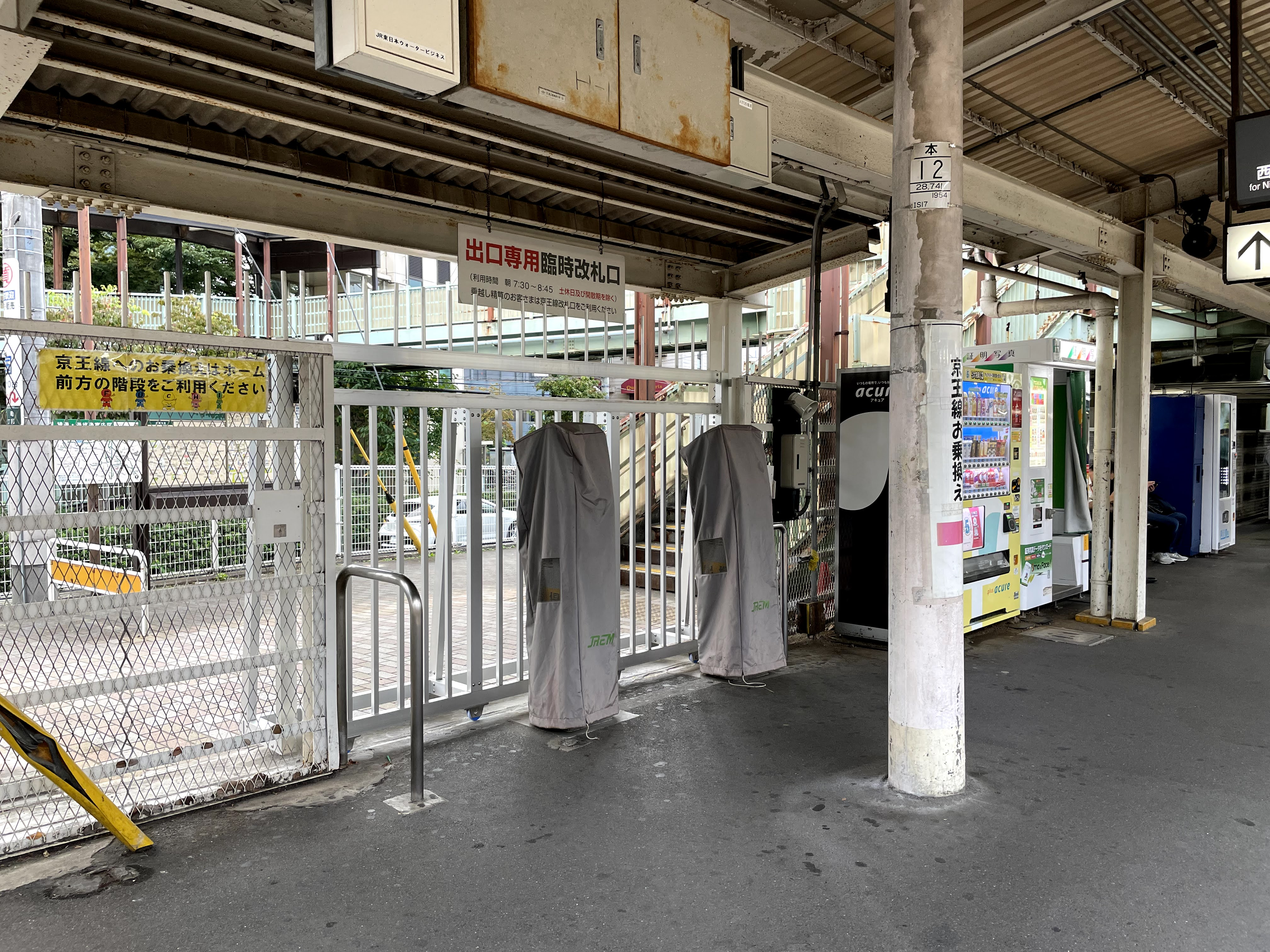
JRホーム臨時出口（2021年10月）
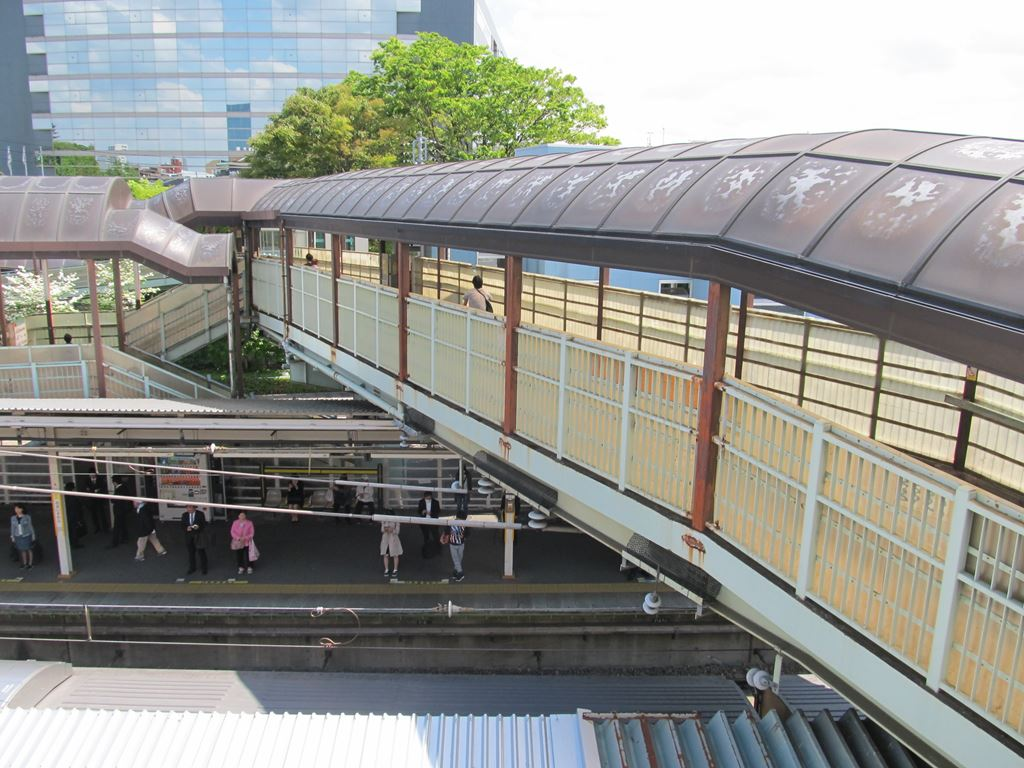
分倍河原駅JR跨線橋

## 利用状況
- 京王電鉄 - 2024年度（令和6年度）の1日平均乗降人員は85,928人である[京王 1]。
京王電鉄の駅では新宿駅、渋谷駅、吉祥寺駅、調布駅、下北沢駅、橋本駅に次いで、第7位である。
- JR東日本 - 2023年度（令和5年度）の1日平均乗車人員は36,584人である[JR 1]。
南武線の駅の中では第6位。

### 年度別1日平均乗降人員
各年度の1日平均乗降人員は下表の通り（JRを除く）。
| 年度               | 京王帝都電鉄 / 京王電鉄 | 京王帝都電鉄 / 京王電鉄 |
| 年度               | 1日平均 乗降人員        | 増加率                  |
| ------------------ | ----------------------- | ----------------------- |
| 1955年（昭和30年） | 9,193                   |                         |
| 1960年（昭和35年） | 16,082                  |                         |
| 1965年（昭和40年） | 30,346                  |                         |
| 1970年（昭和45年） | 31,531                  |                         |
| 1975年（昭和50年） | 32,870                  |                         |
| 1980年（昭和55年） | 42,844                  |                         |
| 1985年（昭和60年） | 52,946                  |                         |
| 1990年（平成02年） | 67,698                  |                         |
| 1995年（平成07年） | 77,586                  |                         |
| 2000年（平成12年） | 73,025                  |                         |
| 2001年（平成13年） | 72,772                  | −0.3%                   |
| 2002年（平成14年） | 72,013                  | −1.0%                   |
| 2003年（平成15年） | 74,144                  | 3.0%                    |
| 2004年（平成16年） | 75,454                  | 1.8%                    |
| 2005年（平成17年） | 77,556                  | 2.8%                    |
| 2006年（平成18年） | 78,963                  | 1.8%                    |
| 2007年（平成19年） | 83,803                  | 6.1%                    |
| 2008年（平成20年） | 86,329                  | 3.0%                    |
| 2009年（平成21年） | 86,262                  | −0.1%                   |
| 2010年（平成22年） | 85,876                  | −0.4%                   |
| 2011年（平成23年） | 85,898                  | 0.0%                    |
| 2012年（平成24年） | 87,359                  | 1.7%                    |
| 2013年（平成25年） | 89,250                  | 2.2%                    |
| 2014年（平成26年） | 89,249                  | −0.0%                   |
| 2015年（平成27年） | 91,900                  | 3.0%                    |
| 2016年（平成28年） | 92,493                  | 0.6%                    |
| 2017年（平成29年） | 94,116                  | 1.8%                    |
| 2018年（平成30年） | 95,736                  | 1.7%                    |
| 2019年（令和元年） | 95,121                  | −0.6%                   |
| 2020年（令和02年） | 69,114                  | −27.3%                  |
| 2021年（令和03年） | 74,388                  | 7.6%                    |
| 2022年（令和04年） | 80,296                  | 7.9%                    |
| 2023年（令和05年） | 83,916                  | 4.5%                    |
| 2024年（令和06年） | 85,928                  | 2.4%                    |

### 年度別1日平均乗車人員（1956年 - 2000年）
| 年度               | 京王帝都電鉄 / 京王電鉄 | 国鉄 / JR東日本 | 出典              |
| ------------------ | ----------------------- | --------------- | ----------------- |
| 1956年（昭和31年） | 2,926                   |                 | [ 東京都統計 1 ]  |
| 1957年（昭和32年） | 3,657                   |                 | [ 東京都統計 2 ]  |
| 1958年（昭和33年） | 2,291                   |                 | [ 東京都統計 3 ]  |
| 1959年（昭和34年） | 4,645                   |                 | [ 東京都統計 4 ]  |
| 1960年（昭和35年） | 5,230                   |                 | [ 東京都統計 5 ]  |
| 1961年（昭和36年） | 5,831                   |                 | [ 東京都統計 6 ]  |
| 1962年（昭和37年） | 6,614                   |                 | [ 東京都統計 7 ]  |
| 1963年（昭和38年） | 7,523                   |                 | [ 東京都統計 8 ]  |
| 1964年（昭和39年） | 9,284                   |                 | [ 東京都統計 9 ]  |
| 1965年（昭和40年） | 10,793                  | 11,531          | [ 東京都統計 10 ] |
| 1966年（昭和41年） | 12,346                  | 12,853          | [ 東京都統計 11 ] |
| 1967年（昭和42年） | 13,550                  | 13,070          | [ 東京都統計 12 ] |
| 1968年（昭和43年） | 14,410                  | 15,135          | [ 東京都統計 13 ] |
| 1969年（昭和44年） | 15,615                  | 20,326          | [ 東京都統計 14 ] |
| 1970年（昭和45年） | 16,899                  | 20,334          | [ 東京都統計 15 ] |
| 1971年（昭和46年） | 17,342                  | 19,413          | [ 東京都統計 16 ] |
| 1972年（昭和47年） | 17,367                  | 19,071          | [ 東京都統計 17 ] |
| 1973年（昭和48年） | 17,723                  | 17,934          | [ 東京都統計 18 ] |
| 1974年（昭和49年） | 17,025                  | 18,668          | [ 東京都統計 19 ] |
| 1975年（昭和50年） | 16,120                  | 16,276          | [ 東京都統計 20 ] |
| 1976年（昭和51年） | 16,986                  | 17,063          | [ 東京都統計 21 ] |
| 1977年（昭和52年） | 17,767                  | 17,085          | [ 東京都統計 22 ] |
| 1978年（昭和53年） | 19,148                  | 14,855          | [ 東京都統計 23 ] |
| 1979年（昭和54年） | 20,448                  | 19,019          | [ 東京都統計 24 ] |
| 1980年（昭和55年） | 20,523                  | 19,038          | [ 東京都統計 25 ] |
| 1981年（昭和56年） | 21,244                  | 20,337          | [ 東京都統計 26 ] |
| 1982年（昭和57年） | 21,732                  | 21,211          | [ 東京都統計 27 ] |
| 1983年（昭和58年） | 22,773                  | 21,757          | [ 東京都統計 28 ] |
| 1984年（昭和59年） | 23,921                  | 23,726          | [ 東京都統計 29 ] |
| 1985年（昭和60年） | 24,518                  | 26,419          | [ 東京都統計 30 ] |
| 1986年（昭和61年） | 25,800                  | 28,268          | [ 東京都統計 31 ] |
| 1987年（昭和62年） | 27,515                  | 29,117          | [ 東京都統計 32 ] |
| 1988年（昭和63年） | 29,030                  | 25,260          | [ 東京都統計 33 ] |
| 1989年（平成元年） | 30,140                  | 27,121          | [ 東京都統計 34 ] |
| 1990年（平成02年） | 31,378                  | 28,841          | [ 東京都統計 35 ] |
| 1991年（平成03年） | 33,883                  | 30,486          | [ 東京都統計 36 ] |
| 1992年（平成04年） | 34,855                  | 32,584          | [ 東京都統計 37 ] |
| 1993年（平成05年） | 35,627                  | 34,589          | [ 東京都統計 38 ] |
| 1994年（平成06年） | 35,962                  | 35,436          | [ 東京都統計 39 ] |
| 1995年（平成07年） | 35,995                  | 35,653          | [ 東京都統計 40 ] |
| 1996年（平成08年） | 35,975                  | 35,732          | [ 東京都統計 41 ] |
| 1997年（平成09年） | 35,384                  | 35,594          | [ 東京都統計 42 ] |
| 1998年（平成10年） | 35,241                  | 35,430          | [ 東京都統計 43 ] |
| 1999年（平成11年） | 33,880                  | 34,874          | [ 東京都統計 44 ] |
| 2000年（平成12年） | 35,230                  | 34,338          | [ 東京都統計 45 ] |

### 年度別1日平均乗車人員（2001年以降）
| 年度               | 京王電鉄 | JR東日本 | 出典              |
| ------------------ | -------- | -------- | ----------------- |
| 2001年（平成13年） | 35,266   | 34,176   | [ 東京都統計 46 ] |
| 2002年（平成14年） | 35,310   | 33,701   | [ 東京都統計 47 ] |
| 2003年（平成15年） | 36,030   | 33,985   | [ 東京都統計 48 ] |
| 2004年（平成16年） | 36,830   | 34,702   | [ 東京都統計 49 ] |
| 2005年（平成17年） | 37,896   | 35,970   | [ 東京都統計 50 ] |
| 2006年（平成18年） | 38,567   | 36,779   | [ 東京都統計 51 ] |
| 2007年（平成19年） | 40,951   | 39,352   | [ 東京都統計 52 ] |
| 2008年（平成20年） | 42,364   | 40,377   | [ 東京都統計 53 ] |
| 2009年（平成21年） | 42,389   | 37,640   | [ 東京都統計 54 ] |
| 2010年（平成22年） | 42,258   | 37,739   | [ 東京都統計 55 ] |
| 2011年（平成23年） | 42,273   | 37,598   | [ 東京都統計 56 ] |
| 2012年（平成24年） | 43,197   | 38,382   | [ 東京都統計 57 ] |
| 2013年（平成25年） | 44,033   | 39,069   | [ 東京都統計 58 ] |
| 2014年（平成26年） | 44,096   | 39,158   | [ 東京都統計 59 ] |
| 2015年（平成27年） | 45,377   | 40,036   | [ 東京都統計 60 ] |
| 2016年（平成28年） | 45,734   | 40,350   | [ 東京都統計 61 ] |
| 2017年（平成29年） | 46,501   | 40,913   | [ 東京都統計 62 ] |
| 2018年（平成30年） | 47,271   | 41,285   | [ 東京都統計 63 ] |
| 2019年（令和元年） | 46,918   | 41,240   | [ 東京都統計 64 ] |
| 2020年（令和02年） | 34,148   | 30,574   | [ 東京都統計 65 ] |
| 2021年（令和03年） | 37,112   | 32,425   | [ 東京都統計 66 ] |
| 2022年（令和04年） |          | 35,006   |                   |
| 2023年（令和05年） |          | 36,584   |                   |

## 駅周辺
- MINANO（ショッピングセンター）
- 東芝府中事業所
- 東芝デジタルソリューションズ
- 府中片町郵便局
- 武蔵府中税務署
- 府中公共職業安定所（ハローワーク府中）
- 府中分梅郵便局
- 分倍河原商店街
- 府中市立片町文化センター
- 東京消防庁府中消防署分梅出張所
- ヒューリック府中タワー（旧Jタワー）
- 東京府中FM

改札を出て左に向かうと分倍河原商店街であり、商店街を北進すると東京都道229号府中調布線（旧甲州街道）にぶつかる。商店と小規模事業所、住宅の混在した地域である。
改札を出た右方は跨線橋で南武線とその横の道路を渡り駅前南ロータリーに出る。ロータリーは改札口から見て段丘の下になるため、跨線橋はロータリー側のみ階段、スロープになっている。事業所などのビルもあるが、少し離れると主に低層の住宅地である。
ロータリーにはタクシー、路線バス、数社の送迎バスそれぞれの乗り場がある。サントリー府中工場の見学者用バス（通称「モルツバス」）もここから出ている。南武線の踏切道を南進すると交差点の先に武蔵府中税務署がある。

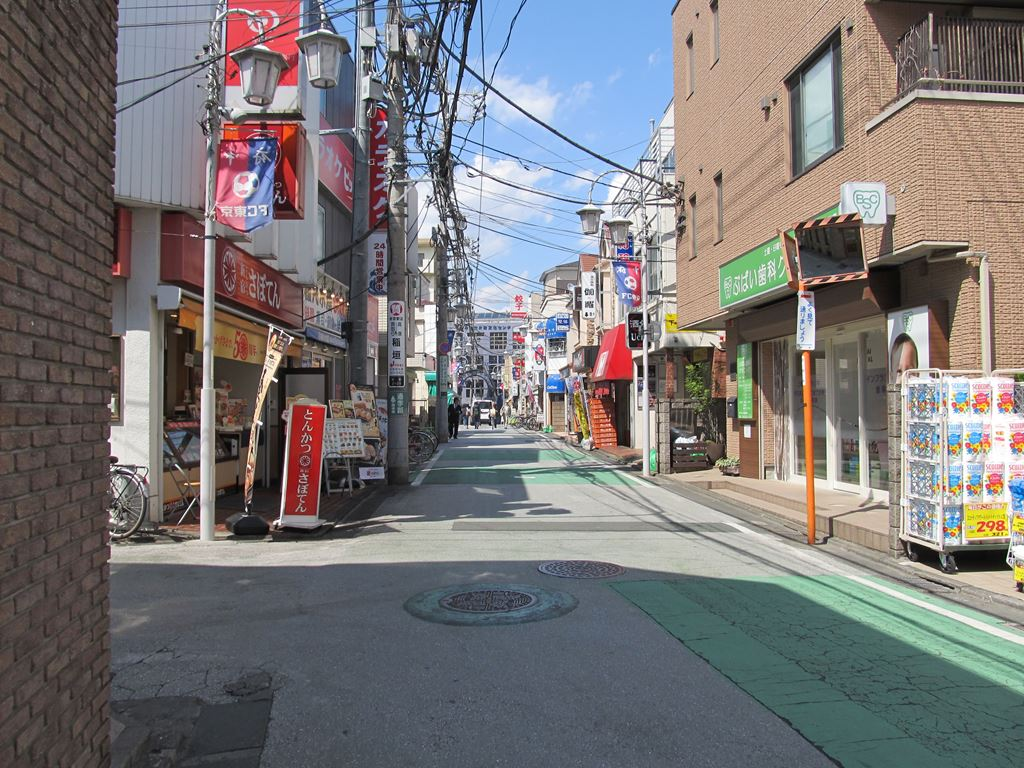
分倍河原商店街
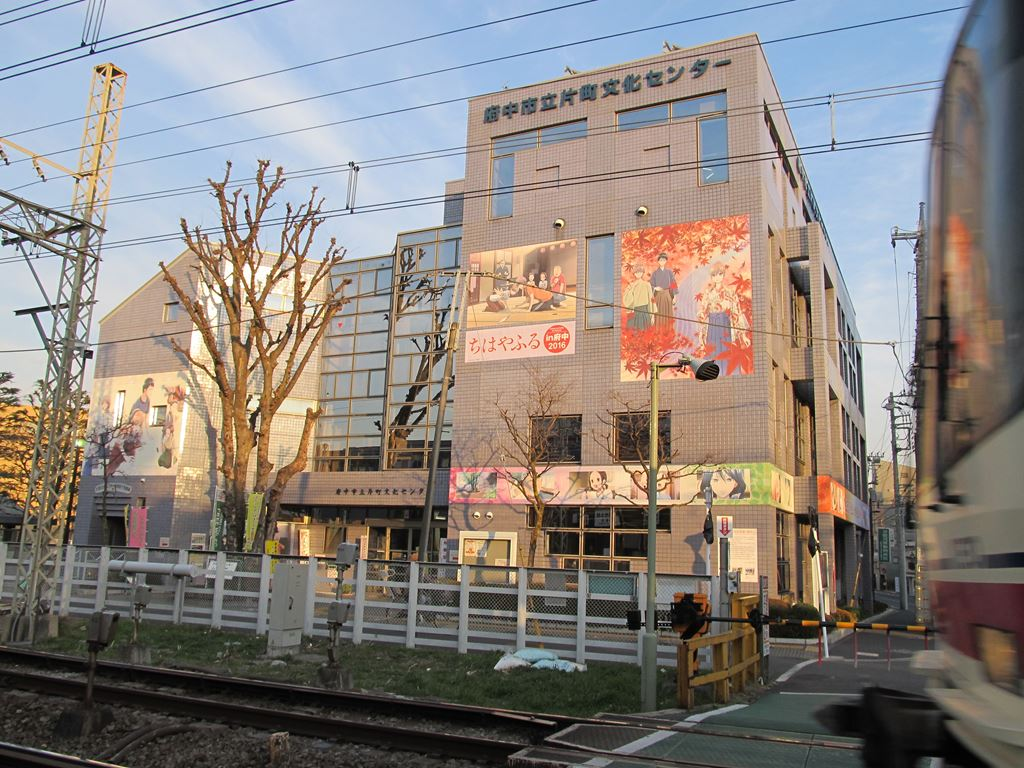
府中市立片町文化センター、ちはやふる。

## バス路線

### 北口
北口は、府中市が運行するコミュニティバス「ちゅうバス」が発着する。
| のりば           | 運行事業者   | 系統・行先                        |
| 分倍河原駅北     | 分倍河原駅北 | 分倍河原駅北                      |
| ---------------- | ------------ | --------------------------------- |
| 6                | ちゅうバス   | 北山町循環：府中駅 / 北山町四丁目 |
| 7                | ちゅうバス   | 北山町循環：府中駅                |
| 片町文化センター |              |                                   |
| 1                | ちゅうバス   | 北山町循環：府中駅 / 北山町四丁目 |
| 2                | ちゅうバス   | 北山町循環：府中駅                |

### 南口
南口は、南口ロータリー内に設置されている「分倍河原駅」停留所にて、京王バスが運行する路線バスや、府中市が運行するコミュニティバス「ちゅうバス」が発着する。
| のりば | 運行事業者 | 系統・行先                                      |
| ------ | ---------- | ----------------------------------------------- |
| 0      | 京王バス   | - 府52・分52：郷土の森総合体育館 - 府52：府中駅 |
| 0      | ちゅうバス | 南町・四谷循環：府中駅 / よつや苑西行           |

## 隣の駅
京王電鉄
 京王線
- □「京王ライナー」（上りは乗車のみ）、□「Mt.TAKAO号」（上りのみ乗車可）停車駅

■特急・■急行
府中駅 (KO24) - 分倍河原駅 (KO25) - 聖蹟桜ヶ丘駅 (KO27)
■区間急行（平日上りのみ運転）・■快速（平日下りのみ運転）・■各駅停車
府中駅 (KO24) - 分倍河原駅 (KO25) - 中河原駅 (KO26)
東日本旅客鉄道（JR東日本）
 南武線
■快速
府中本町駅 (JN 20) - 分倍河原駅 (JN 21) - 立川駅 (JN 26)
■各駅停車
府中本町駅 (JN 20) - 分倍河原駅 (JN 21) - 西府駅 (JN 22)